# Мирова угода
Мирова́ уго́да — формальна письмова домовленість сторін юридичного процесу, що укладається з метою врегулювання їх спору на підставі взаємних поступок, і стосується прав та обов'язків сторін. Мирова угода не може порушувати прав чи охоронюваних законом інтересів третіх осіб.
Мирова угода застосовується в цивільному, господарському (у тому числі у справах про банкрутство), адміністративному судочинстві. У кримінальному процесі приблизним аналогом мирової угоди є угода про примирення між потерпілим та підозрюваним/обвинуваченим, або угода про визнання винуватості між підозрюваним/обвинуваченим та прокурором.
Цією угодою сторони можуть замінити свої спірні зобов'язання іншими, більш для них прийнятними (новація). Проте її не можна розглядати як окремий вид цивільно-правових договорів.
Переваги мирової угоди:
- дозволяє істотно скоротити строки вирішення спору
- може дозволити скоротити витрати на судовий розгляд (якщо укладається на етапі позовного провадження)
- сторони самостійно вибирають умови вирішення спору
- відновлює нормальні відносини сторін
- може бути укладена на будь-якому етапі судового процесу, а також на стадії виконання рішення[3].

## У цивільному судочинстві
Мирова угода укладається сторонами з метою врегулювання спору на основі взаємних поступок і може стосуватися лише прав та обов'язків сторін та предмета позову.
Сторони можуть укласти мирову угоду і повідомити про це суд, зробивши спільну заяву.
У разі укладення сторонами мирової угоди суд постановляє ухвалу про закриття провадження у справі. Якщо умови мирової угоди суперечать закону чи порушують права, свободи чи інтереси інших осіб, суд постановляє ухвалу про відмову у визнанні мирової угоди і продовжує судовий розгляд.
Суд не визнає мирової угоди у справі, в якій одну із сторін представляє її законний представник, якщо його дії суперечать інтересам особи, яку він представляє.

## У господарському судочинстві
Сторони, треті особи (але не прокурор) мають право укласти мирову угоду.
Мирова угода, укладена сторонами у процесі виконання судового рішення, подається на затвердження господарського суду, який прийняв відповідне судове рішення. Про затвердження мирової угоди господарський суд виносить ухвалу.
У випадку невиконання стороною умов мирової угоди, ухвала про її затвердження набуває силу виконавчого документа, на підставі якого інша сторона може ініціювати примусове стягнення. Від правильного процесуального оформлення цієї ухвали залежить ефективність її подальшого примусового виконання.

### У справах про банкрутство
Мирова угода є домовленістю між боржником та кредитором про відстрочку та (або) розстрочку платежів або припинення зобов'язання (тобто прощення боргів).
Мирова угода може бути укладена на будь-якій стадії провадження у справі про банкрутство. Вона набирає чинності з дня її затвердження господарським судом і є обов'язковою для боржника (банкрута), кредиторів.

## В адміністративному судочинстві
Мирова угода, укладена між сторонами в адміністративній справі, подається в письмовій формі до суду, який ухвалив рішення у справі. Мирова угода, укладена між сторонами виконавчого провадження, подається в письмовій формі державному виконавцеві, який не пізніше триденного строку передає її до суду за місцем виконання рішення. Мирова угода може стосуватися лише прав, свобод, інтересів та обов'язків сторін і предмета адміністративного позову.
За результатами розгляду мирової угоди суд може постановити ухвалу про визнання мирової угоди між сторонами у справі.
Суд не визнає мирову угоду, якщо це суперечить закону або порушує чиї-небудь права, свободи або інтереси.

## У виконавчому провадженні
Сторони (стягувач і боржник) мають право укласти мирову угоду про закінчення виконавчого провадження, яка визнається судом. Таке визнання мирової угоди судом у процесі виконання закінчує виконавче провадження.

## Відповідальність за невиконання

### Якщо ухвала суду про визнання мирової угоди— виконавчий документ
Примушення до виконання мирової угоди здійснюється в порядку виконавчого провадження і може включати такі форми:
- звернення стягнення на грошові кошти та інше майно (майнові права) боржника, у тому числі, якщо вони знаходяться в інших осіб або належать боржникові від інших осіб;
- звернення стягнення на заробітну плату (заробіток), доходи боржника;
- заборона виїзду з України.

### Якщо ухвала суду про визнання мирової угоди не є виконавчим документом
Примушення до виконання умов мирової угоди проводиться в судовому порядку, шляхом подання позовної заяви про спонукання до виконання умов мирової угоди. У разі задоволення позовних вимог, суд після набрання законної сили рішенням, видає виконавчий документ на підставі якого, може бути відкрито виконавче провадження.
Основні форми відповідальності:
- стягнення збитків, що були завдані у зв'язку з невиконанням мирової угоди;
- примусове виконання умов мирової угоди в рамках виконавчого провадження.